# Kumgang
Kumgang (hangul: 금강군, Kumgang-kun, handzsa: 金剛郡, RR: Kŭmgang-kun) megye Észak-Koreában, Kangvon (Kangwŏn) tartományban. 1952-ben választották le Höjang (Hoeyang) megye egyes részeiből és emelték megyei rangra.

## Földrajza
Keletről Szonghva (Songhwa) és Ulljul (Ŭnryul), délről Csangjon (Changyŏn), északról és nyugatról a Sárga-tenger (Nyugati-tenger) határolja.
Legmagasabb pontja az 1639 méter magas Pirobong (비로봉; 毗盧峯, Pirobong).

## Közigazgatása
1 községből (up (ŭp)), 26 faluból (ri (ri)) áll:
| - Kumgang-up (금강읍; 金剛邑, Kŭmgang-ŭp) - Kumcshon-ri (금천리; 金泉里, Kŭmch'ŏn-ri) - Kumphung-ri (금풍리; 金豊里, Kŭmp'ung-ri) - Negumgang-ri (내금강리; 內金剛里, Naegŭmgang-ri) - Tanphung-ri (단풍리; 丹楓里, Tanp'ung-ri) - Rjongam-ri (룡암리; 龍巖里, Ryongam-ri) - Mundung-ri (문등리; 文登里, Mundŭng-ri) - Pangmok-ri (방목리; 方目里, Pangmok-ri) - Pekhjon-ri (백현리; 栢峴里, Paekhyŏn-ri) - Pukcsom-ri (북점리; 北店里, Pukchŏm-ri) - Szedong-ri (세동리; 細洞里, Sedong-ri) - Szogon-ri (소곤리; 小坤里, Sogon-ri) - Szoksza-ri (속사리; 束沙里, Soksa-ri) - Szonggo-ri (송거리; 松巨里, Songgŏ-ri) | - Szungap-ri (순갑리; 順甲里, Sun'gap-ri) - Singjo-ri (신교리; 新橋里, Sin'gyo-ri) - Sinvon-ri (신원리; 新院里, Sinwŏn-ri) - Sinup-ri (신읍리; 新邑里, Sinŭp-ri) - Anmi-ri (안미리; 安美里, Anmi-ri) - Ocshon-ri (오천리; 烏川里, Och'ŏn-ri) - Ipho-ri (이포리; 伊布里), Ip'o-ri) - Cshongdu-ri (청두리; 靑杜里, Ch'ŏngdu-ri) - Phungmi-ri (풍미리; 豊美里, P'ungmi-ri) - Hahö-ri (하회리; 下檜里, Hahoe-ri) - Hjondong-ri (현동리; 縣洞里, Hyŏndong-ri) - Hjon-ri (현리; 縣里, Hyŏn-ri) - Hvacshon-ri (화천리; 化川里, Hwach'ŏn-ri) |

## Gazdaság
Kumgang (Kŭmgang) megye gazdasága élelmiszeriparra, textiliparra, szövőiparra és gépiparra épül.

## Oktatás
Kumgang (Kŭmgang) megye egy mezőgazdasági főiskolának, 24 általános és 23 középiskolának ad otthont.

## Egészségügy
A megye számos egészségügyi intézménnyel rendelkezik, köztük 1 megyei és 27 helyi kórházzal.

## Közlekedés
A megye közutakon a szomszédos helységek felől közelíthető meg. A megye vasúti kapcsolatokkal nem rendelkezik.